# Бібліоміст
Бібліоміст (англ. Bibliomist, рос. Библиомист) — це партнерська робота Ради міжнародних наукових досліджень та обмінів (IREX), Агентства США з міжнародного розвитку (USAID), Міністерства культури України та Української бібліотечної асоціації (УБА), на підтримку якої Фундація Білла та Мелінди Гейтс надала грант на суму 25 мільйонів доларів США. Для сприяння досягненню цілей програми, корпорація Microsoft безкоштовно передасть публічним бібліотекам України програмне забезпечення на суму близько 9 мільйонів доларів США. До 2014 року більше 1800 публічних бібліотек буде обладнано комп'ютерною технікою в рамках програми (приблизно 10% від загальної чисельності). Наразі модернізовано більше 1 000 публічних бібліотек. Кожна централізована бібліотечна система отримала до 15 комп'ютерів з вебкамерами і навушниками для аудіо- та відеозв'язку, а також до чотирьох комплектів принтерів, сканерів і роутерів. Бібліотекарі пройшли спеціалізоване навчання і можуть надавати фахові консультації відвідувачам.

## Історія
Бібліоміст — це проєкт у рамках ініціативи «Глобальні бібліотеки» Фонду Білла і Мелінди Гейтс, яка реалізується в Чилі, Мексиці, Ботсвані, Литві, Латвії, Румунії, Україні, Польщі, Болгарії, В'єтнамі та Молдові. Метою ініціативи є підтримка вільного громадського доступу до комп'ютерів та Інтернету у всьому світі і подолання цифрової нерівності.
Основна ідея полягає в тому, що доступ до інформації допомагає людям поліпшити їхнє життя і що він необхідний в умовах нинішнього глобалізованого суспільства. В рамках цієї ініціативи Фонд Білла і Мелінди Гейтс надає фінансування для придбання комп'ютерної техніки, навчання бібліотекарів з використання нових технологій і таким чином допомагає бібліотекам стати сучасними громадськими інформаційними центрами.
Реалізація програми «Бібліоміст» почалась у 2009 році після проведення дослідження «Публічні бібліотеки України як місце доступу громадян до інформаційних технологій та Інтернету» (2008), проведеного Українською бібліотечною асоціацією. Хоча протягом останніх двох десятиліть Україна зробила значні кроки в напрямку розвитку економіки, значна частина бібліотек залишилась осторонь позитивних перетворень. Як наслідок, мільйони людей не отримують необхідної інформації. Завдяки програмі «Бібліоміст», публічні бібліотеки перетворюються на центри громадського життя, де люди можуть мати доступ до необхідної інформації в електронному вигляді та отримати допомогу кваліфікованого бібліотекаря.

## Структура
«Бібліоміст» — це спільна робота таких партнерських організацій: Рада міжнародних наукових досліджень та обмінів в Україні (IREX), обрана Фондом Білла та Мелінды Гейтс для реалізації програми в Україні, Української бібліотечої асоціації (УБА), корпорації Microsoft і Міністерства культури України.
Протокол про наміри між Міністерством культури України і IREX щодо реалізації проєкту «Бібліоміст» був підписаний у Києві 8 грудня 2008 р. Міністерство культури України здійснює загальний контроль за діяльністю проєкту.

## Діяльність програми
«Бібліоміст» надає фінансування публічним бібліотекам на конкурсній основі, зокрема за допомогою конкурсу «Організація нових бібліотечних послуг з використанням вільного доступу до Інтернету», «Конкурсу співпраці бібліотек з місцевими громадами» (малі гранти), «Навчально-інноваційні бібліотеки», «Бібліотека йде в люди». Окрім того, бібліотекарі можуть брати участь у різних програмах підвищення кваліфікації, наприклад, ініціативі «Лідер бібліотечної справи», а також різноманітних онлайн-конкурсах.

## Приклади проєктів програми «Бібліоміст»

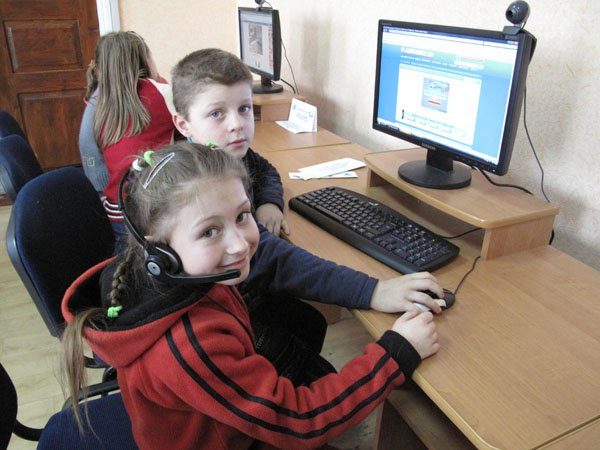
Відкриття нових бібліотечних послуг

#### «Бібліотека+Інтернет=Вам врожай!»
У Тернопільській області фермерам вдалося збільшити врожайність помідорів завдяки інформації про найкращі сорти, знайдені через Інтернет у місцевій бібліотеці за допомогою кваліфікованого бібліотекаря.

#### Допомога з пошуком роботи? Запитай свою бібліотеку!
Колишній учительці Тетяні Нішкур з Херсона було складно знайти роботу після скорочення. У бібліотеці їй допомогли створити бізнес-план, за яким вона почала пропонувати оренду байдарок і туристичні послуги. Зараз пані Тетяна є власницею невеликого приватного підприємства і продовжує відвідувати бібліотеку, де їй пропонують доступ до Інтернету та навчання.

#### «Бібліотека+» представляє бібліотрамвай
Переможець конкурсу співпраці бібліотек з місцевими громадами Центральна бібліотека для дітей і юнацтва м. Львів здійснила проєкт «Бібліотека+», у рамках якого користувачі прикрасили трамвай рекламою бібліотек та інформацією про їхні послуги. Для «Бібліотрамвая» обрали маршрут, уздовж якого розташовані декілька книгозбірень, а зупинки перейменували на бібліотечний лад. Під час поїздки на пасажирів чекали конкурси, презентації нових книг, мультимедійних ресурсів та клубів.

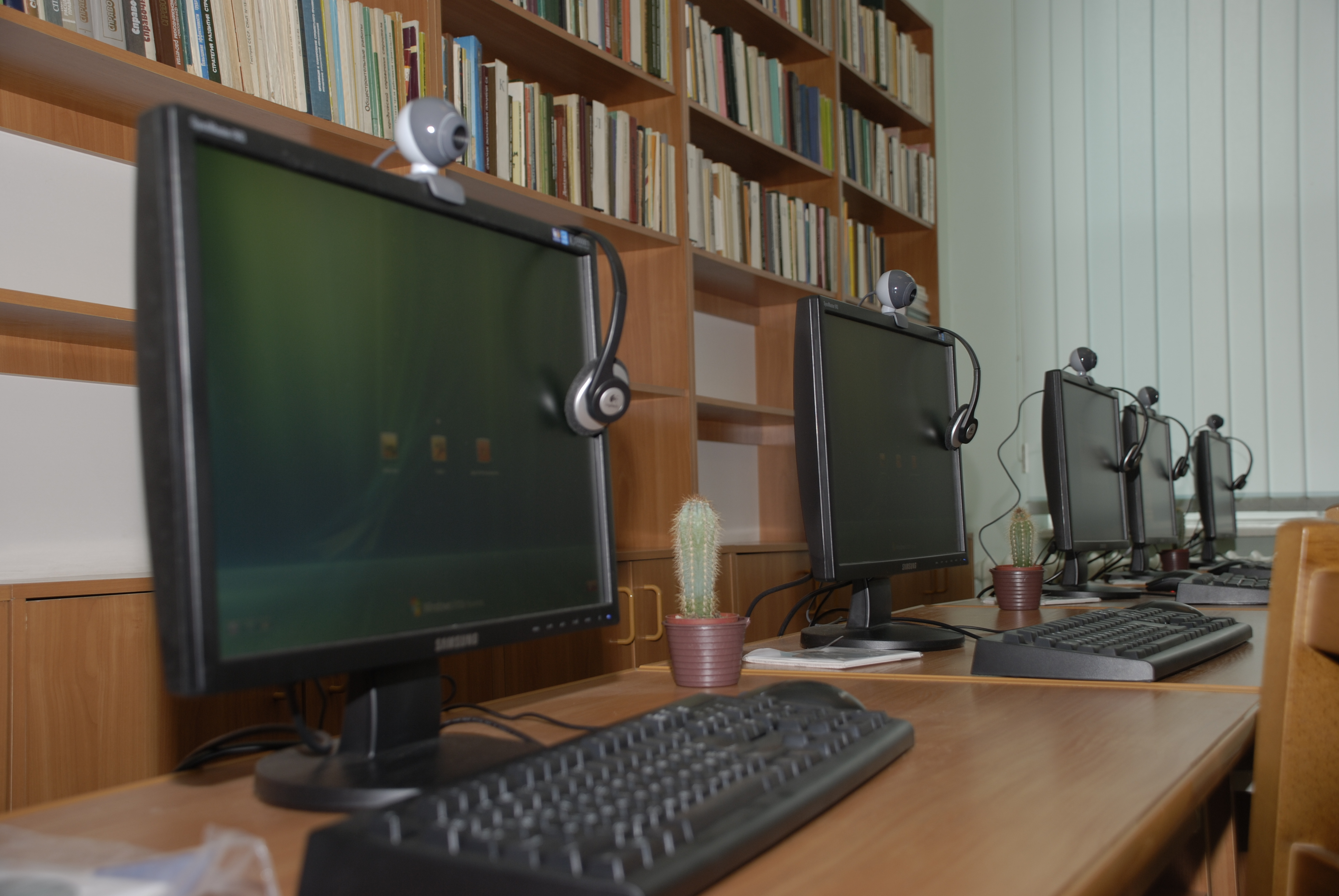
Перші моменти "життя" Львівського регіонального тренінгового центру

#### Мережа регіональних тренінгових центрів
В рамках програми «Бібліоміст» у кожному регіоні України на базі обласних бібліотек створені навчальні центри для бібліотечних працівників та користувачів. Зокрема, Львівська обласна універсальна наукова бібліотека, отримавши грант на суму 20 тисяч доларів США і обладнання, відкрила Львівський регіональний тренінговий центр 2 червня 2010 року. Серед тем навчання: "Основи комп'ютерної грамотності…", "Технології Веб 2. 0 для бібліотек і користувачів…", "Англійська 1, 2, 3 у бібліотеці", "Працевлаштування на базі бібліотек", "Орієнтація на клієнта".

#### Тернопільська обласна бібліотека для молоді-2.0 на вашу користь
Тернопільська обласна бібліотека для молоді навчає користуватися технологіями Веб 2.0 і демонструє їх переваги на практиці групам працівників методичних відділів та юнацьких структурних підрозділів ЦБС області, працівників шкільних і вузівських бібліотек області, вихованців Тернопільського сиротинця «Вифлеєм», лідерів громадських організацій інвалідів області, і всім, хто відвідує Тернопільську ОЮБ.

#### Державний заклад«Державна бібліотека України для юнацтва»— безпечний і привітний вебпростір
Проєкт Державної бібліотеки України для юнацтва присвячений вебспілкуванню та нетикету. Він спирається на Всеукраїнське соціологічне дослідження, результати якого продемонстрували, що 57,8% респондентів не знають, що в Інтернеті потрібно дотримуватися певної культури спілкування, а понад 90% опитаних підтвердили бажання дізнатися більше про нетикет і запропонували зручні для них способи отримання інформації. У відповідь Державна бібліотека для юнацтва розробить і проведе тренінги з формування мережевої культури для фахівців (бібліотечні співробітники, працівники закладів освіти), батьків, юнацтва та молоді.

#### Проєкт «Вікіпедія»— використання Вікіпедії у бібліотеках і бібліотеками
Використання он-лайн ресурсів Вікіпедії, сприяти поширенню інформації про ресурси Вікіпедії серед бібліотекарів та користувачів бібліотеки. Бібліотечним працівникам розповідали про можливості вікіпедії, всі охочі могли не тільки зареєструватися і створити власну сторінку, а й написати статтю до Вікіпедії. Завершальним етапом програми став «Бібліотечний Вікі-День», який пройшов 13-14 червня 2014 року.